# Konrad Reimer

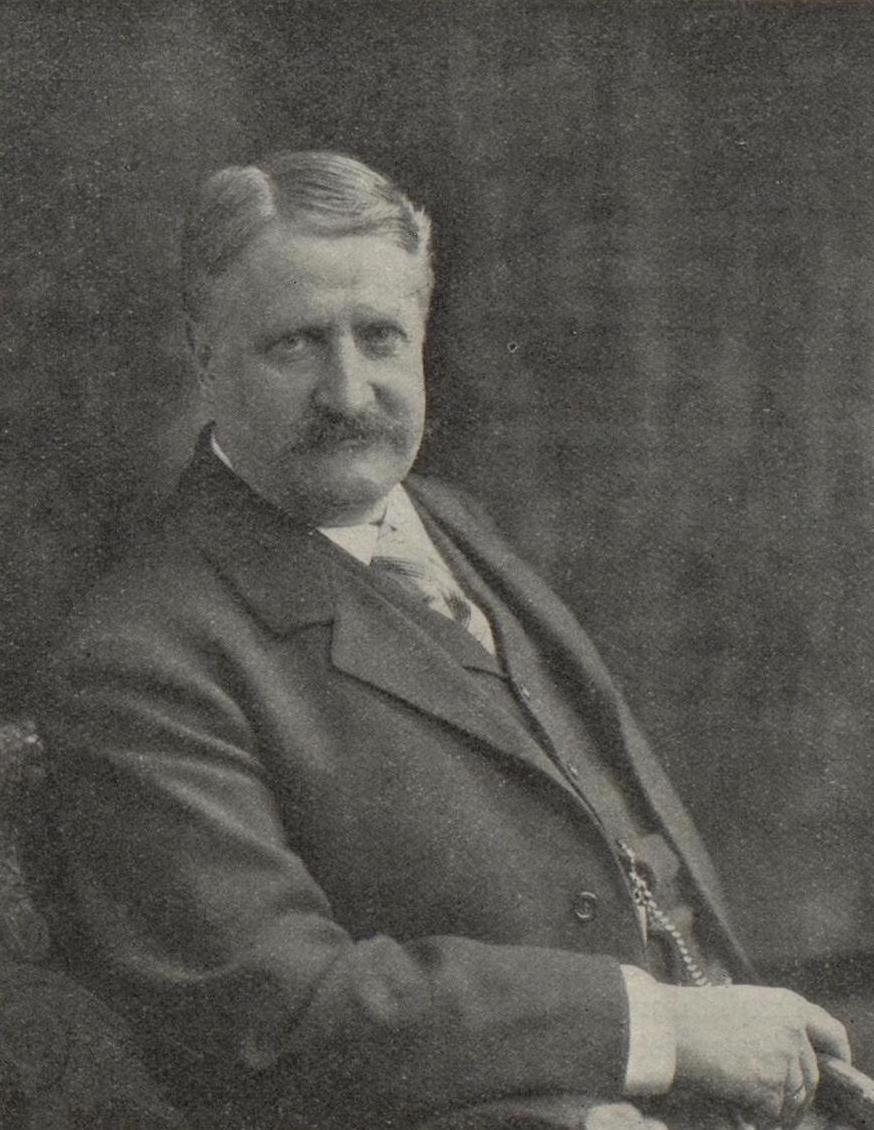
Konrad Reimer

Georg Konrad Reimer (* 28. Juli 1853 in Berlin; † 1. März 1915 Berlin-Lichterfelde) war ein deutscher Architekt, der im Berliner Raum ab 1886 in Gemeinschaft mit Friedrich Körte Wohnhäuser, Verwaltungsgebäude, Klinik- und Industriebauten schuf. Ihre bekanntesten Werke sind die Archenhold-Sternwarte, das Jüdische Krankenhaus und große Teile der Industrieanlage für die Borsigwerke in Berlin-Tegel.

## Leben
Nach dem Schulbesuch machte Konrad Reimer eine Ausbildung im Baugewerbe. Er war Schüler von Johann Heinrich Strack und konnte 1878 die Bauführerprüfung ablegen, 1882 die Baumeisterprüfung. Im Architekturmuseum der Technischen Universität Berlin befinden sich unter der Bezeichnung „Monatskonkurrenz“ erste Entwurfsarbeiten von Konrad Reimer, dazu gehören:
- 1880: ein „Lusthaus“ auf einer Insel[2][3][4]
- 1882: ein gusseiserner Ofenmantel für eine Fabrik in Kaiserslautern[5]
- 1884: eine gusseiserne, reich verzierte Gaslaterne[6]
- 1884: eine Villa für einen Privatmann in Bielefeld[7][8][9]

Im Jahr 1886 gründete Reimer mit dem Architekten Friedrich Körte die Sozietät Reimer & Körte. Gemeinsam arbeiteten beide an Plänen und Realisierungen von Wohnbauten, Verwaltungsgebäuden, Fabrikhallen im Berliner Zentrum und im Umland.

## Werke (Auswahl)

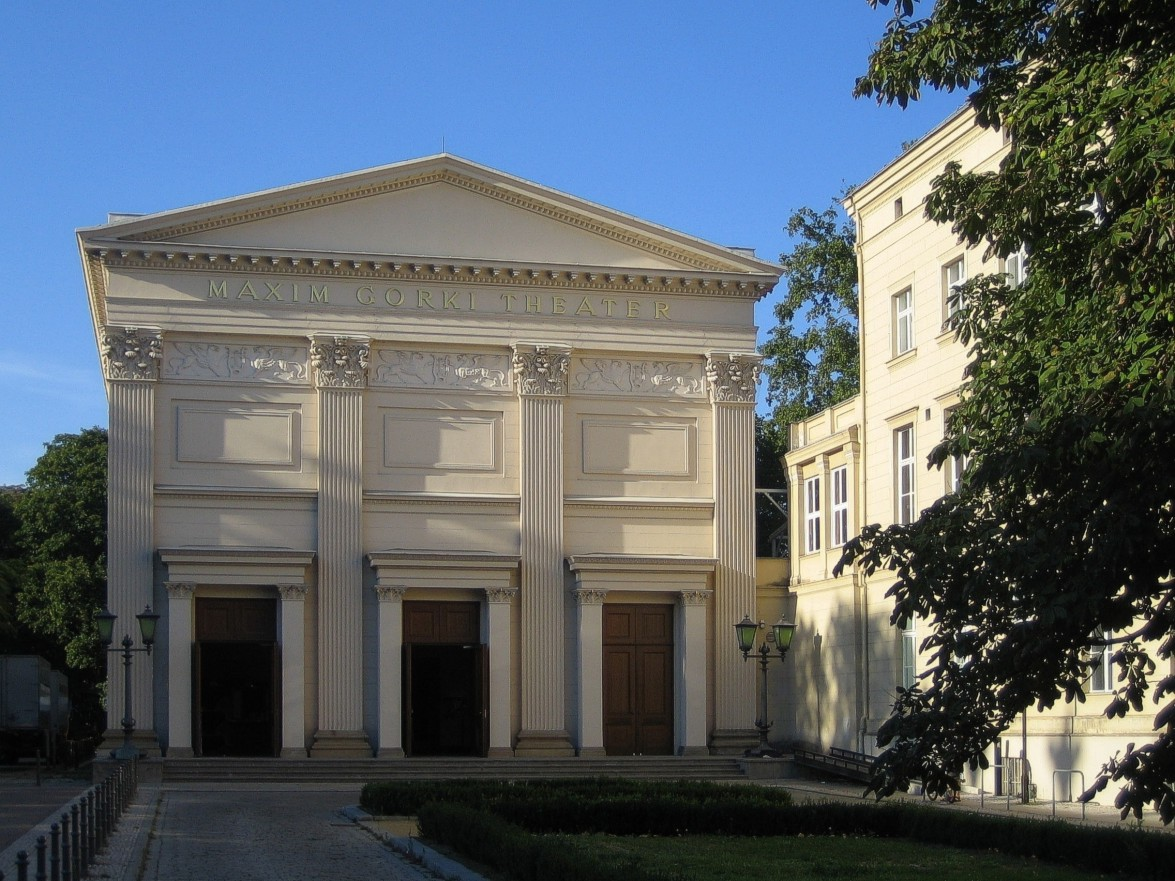
Gebäude der Sing-Akademie an der Dorotheenstraße, heute Maxim-Gorki-Theater

- 1888 Umbau der Sing-Akademie zu Berlin[10]
- 1890–1894: Zwei Wohnhäuser entstanden im heutigen Bezirk Steglitz-Zehlendorf: ein größeres Mietshaus Carmerstraße 3, (1890–91) und ein Einfamilienhaus mit Landhausgarten (Grabenstraße 40/Oberhofer Platz 8).[11][12][13]
- 1894: Landhaus Wolde, Villa Schotteck in Bremen - Burglesum
- 1896–1897: Neubau des 1. VDI-Hauses

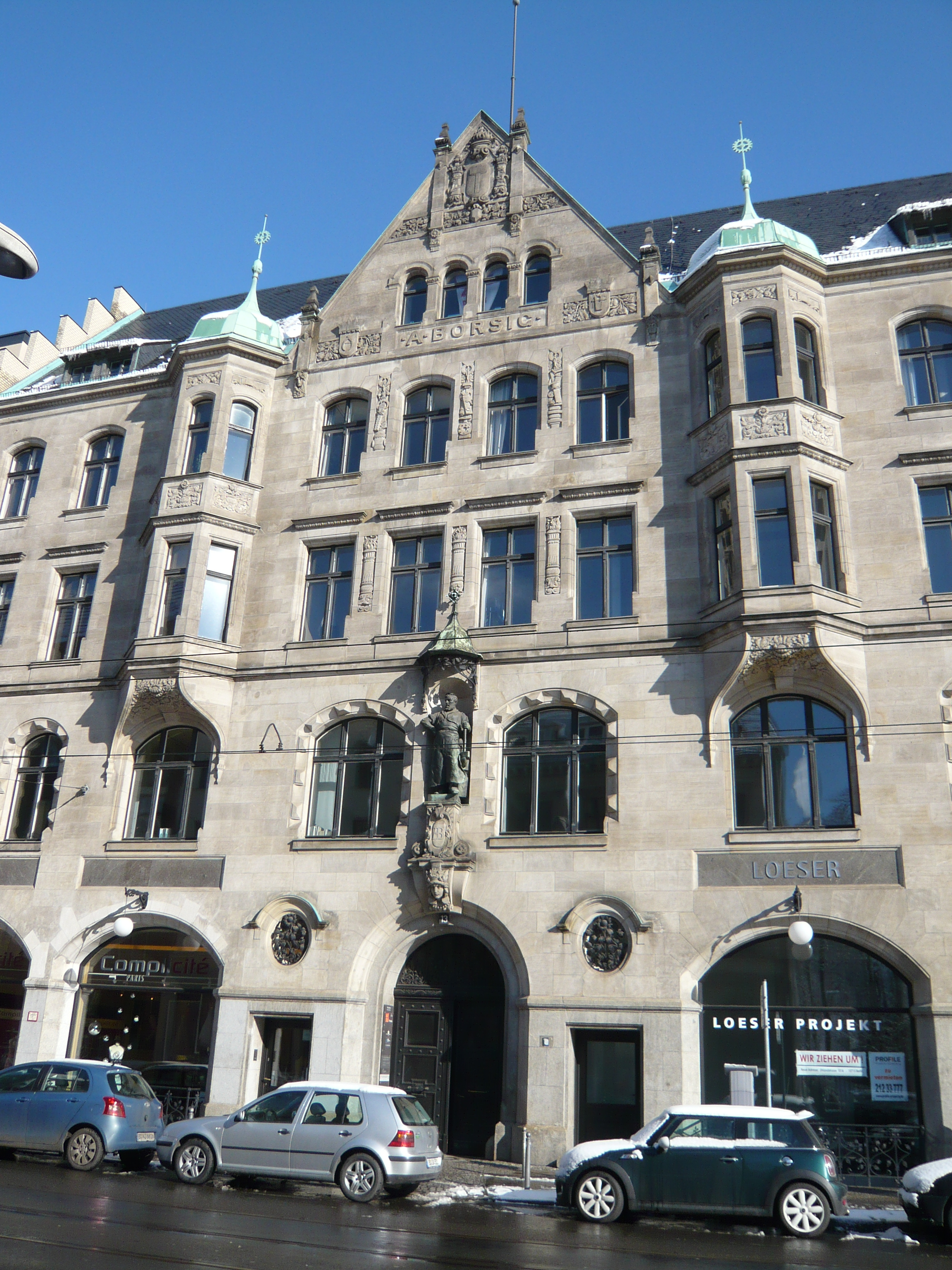
Borsighaus in Berlin-Mitte

- Für den Unternehmer August Borsig konnten Reimer & Körte bis 1899 ein Verwaltungsgebäude in der Berliner Chausseestraße (Hausnummer 13) fertigstellen. Das zur Straßenseite mit breiten Giebeln, einer Sandsteinfassade sowie ornamentalem und figürlichem Schmuck ausgeführte Gebäude brachte den beiden Architekten für die folgenden Jahre weitere Großaufträge dieser Firma und anderer aufstrebender Verwaltungen ein.[14]
- 1897: Ein „Beamten- und Arbeiterwohnhaus“ steht gegenüber der Borsig-Fabrik in Berlin-Tegel. Reimer & Körte lehnten sich mit den Plänen für das Wohngebäude an die märkische Backsteingotik an. Als Baukörperschmuck wählten sie helle Putzblenden, Holzfachwerk im Obergeschoss, eine mit Holz verkleidete Loggia und ein großes Krüppel-Walmdach. Die Denkmalschützer ordnen den Baustil dem „stilisierten Historismus“ zu, der im ländlichen Bezug zur damaligen Berliner Vorstadt steht. Das Haus zählt als Musterbeispiel unternehmerischer Wohnungsfürsorge, dem sich bald die Errichtung der Wohnstadt Borsigwalde anschloss.[15][16]

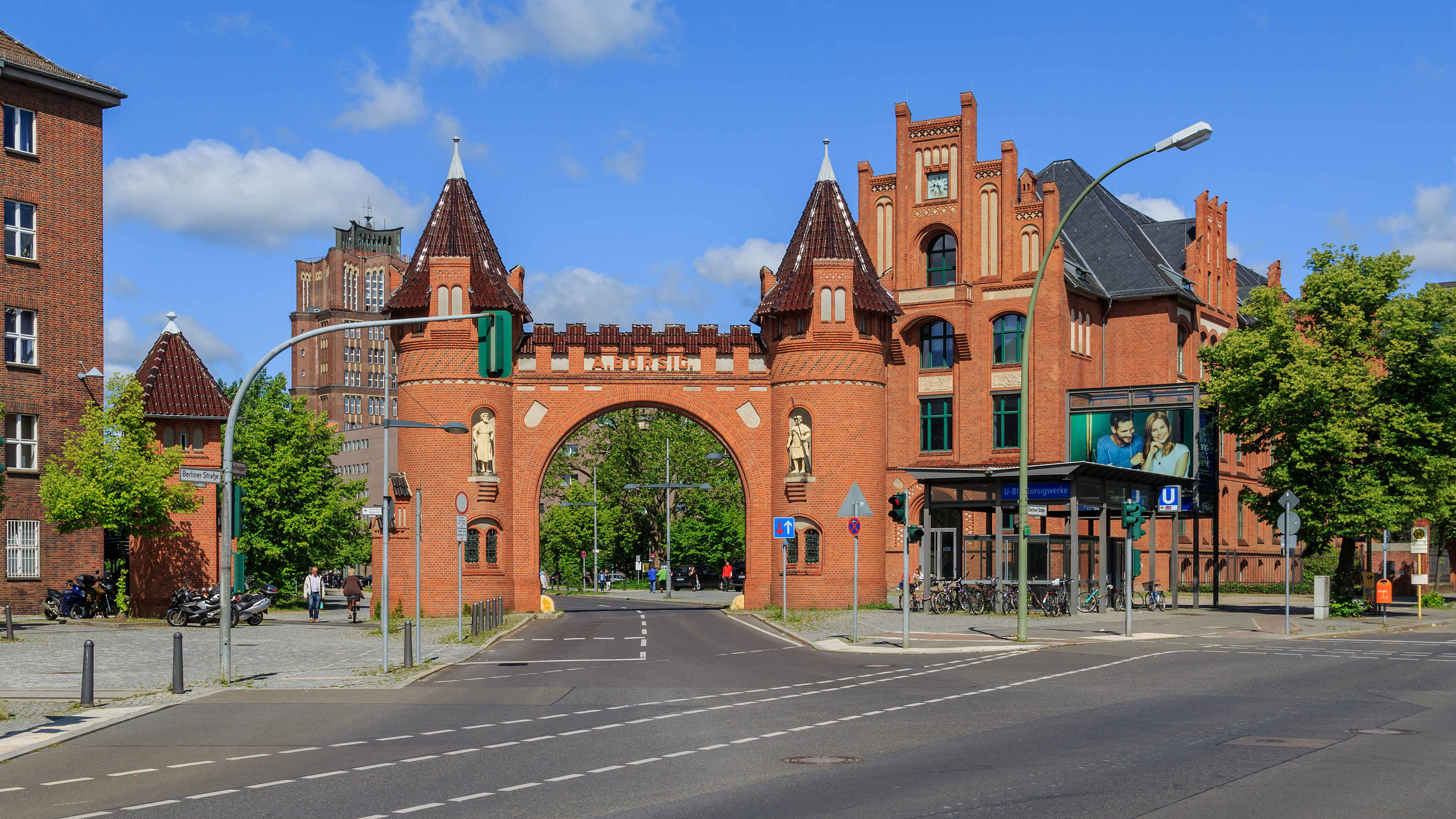
Tor- und Verwaltungsgebäude der Borsigwerke in Tegel, von Reimer und Körte gebaut

- 1898–1899: Die Borsig-Werksanlage im Bezirk Reinickendorf, Ortsteil Tegel, wurde in mehreren Bauetappen errichtet, nachdem die Produktionsgebäude in der damaligen Oranienburger Vorstadt in der Chausseestraße auf größere Flächen und nach weiter draußen verlegt werden mussten. Ein Verwaltungsgebäude, sechs Werkhallen und das Werktor, geplant und realisiert von Reimer & Körte, entstanden als erste Anlagen. Ein Baubüro der Firma Borsig führte zwischen 1910 und 1940 zahlreiche einfache Erweiterungsbauten aus. In den Jahren 1922 bis 1924 wurden nach Unterlagen der Architektengemeinschaft Eugen Schmohl und dem Charlottenburger Regierungsbaumeister A. Hillenbrand[17] zwei weitere Verwaltungsbauten mit Lohnbüro und Kasino sowie ein Bürohochhaus im expressionistischen Baustil errichtet. Das gesamte Ensemble steht unter Denkmalschutz.[18]
- 1899–1900: Die erste Berliner Gewerkschaft (Gewerkschaftshaus GmbH) ließ von Reimer & Körte ein Verwaltungsgebäude entwerfen, das am 2. April 1900 an der damaligen Adresse Engel-Ufer 15 in Berlin-Mitte bezugsfertig war.[19] Nach der Umbenennung der Straße in Engeldamm erhielt das Gebäude die Hausnummern 62–64.[20] Zwischen 1945 und den 1950er Jahren diente das Haus als Städtisches Krankenhaus Berlin-Mitte.[21]

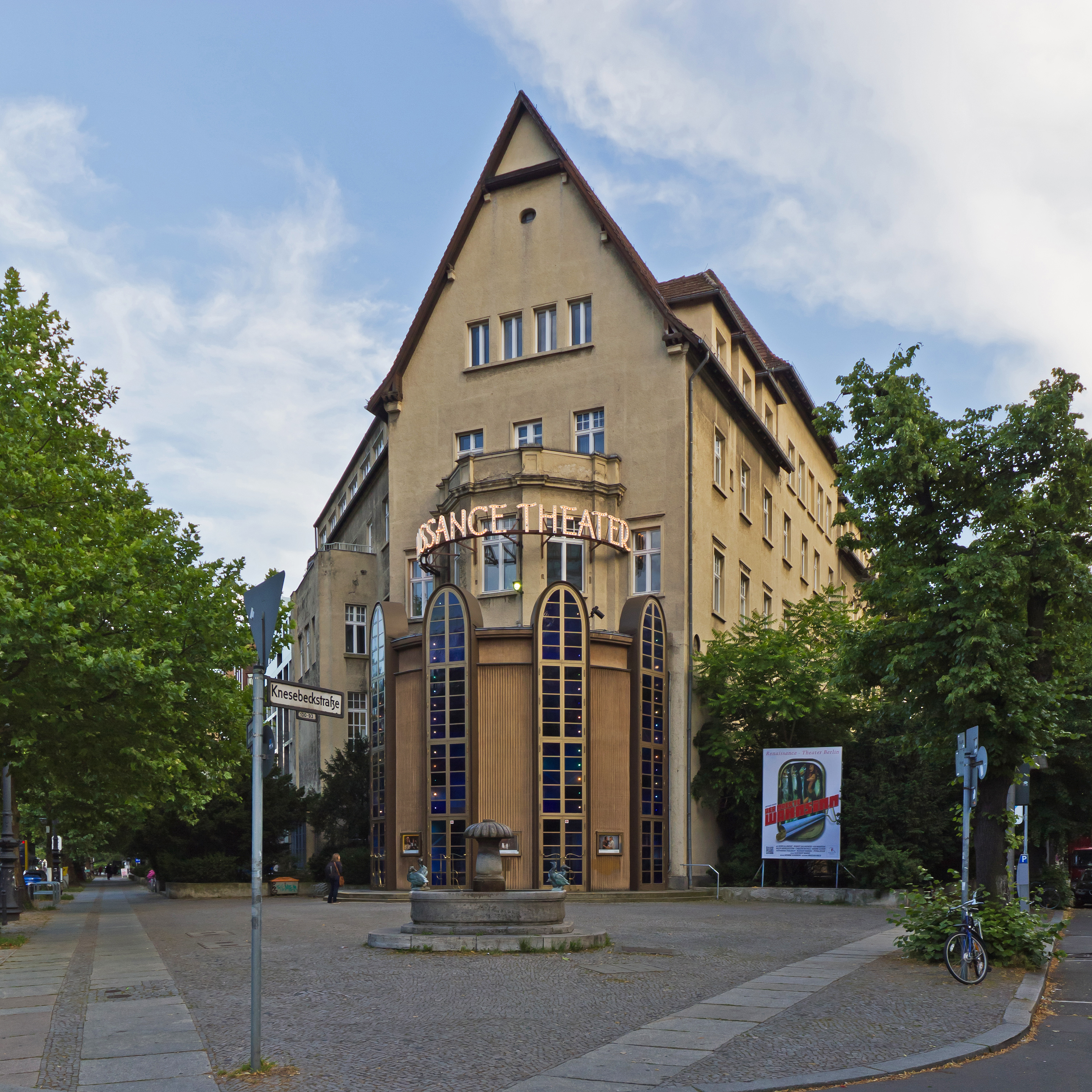
Früheres „Motivhaus“

- 1901–1902: Die erfolgreiche Verwirklichung großer Bürogebäude brachte den beiden Architekten einen Auftrag zum Bau eines „Motivhauses“ für den Akademischen Verein Motiv Berlin, der im Bereich Hardenberg- / Knesebeckstraße in Charlottenburg dafür ein Gelände angekauft hatte. Am Ende des Ersten Weltkriegs verkaufte der Verein das Bauwerk. Die neuen Eigentümer ließen das Haus mit der reich geschmückten Fassade durch den Architekten Otto Berlich 1919 zu einem Kino umgestalten. Bereits 7 Jahre später wurde durch Oskar Kaufmann daraus ein Theater. Im Jahr 1936 wurde das Theater geschlossen, in die oberen Räume zog die „Reichsschrifttumskammer“, wofür das Haus durch Ernst Bechler wieder umgebaut wurde. Seit den 1950er-Jahren befindet sich das Renaissance-Theater in dem Gebäudekomplex.[22]

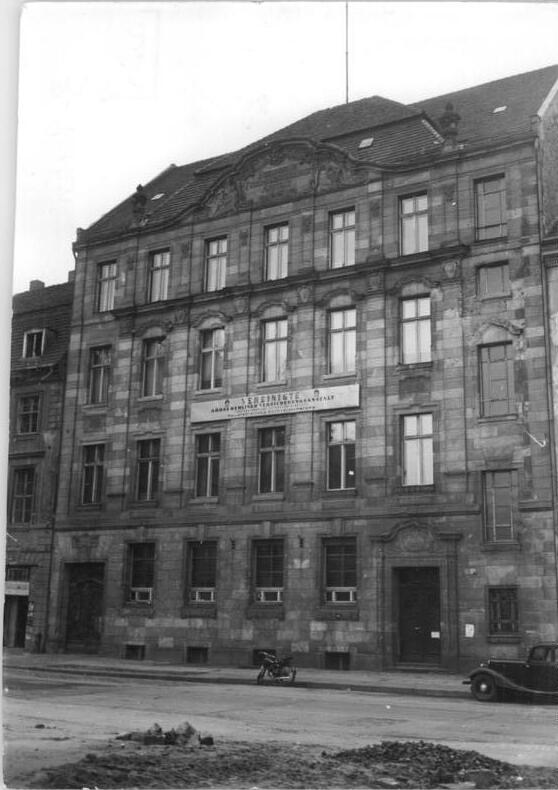
Ehemaliges Gebäude der Berlinischen Feuerversicherungs-Anstalt; 1952

- 1905: Reimer & Körte errichteten im historischen Zentrum von Berlin für die Berlinische Feuer-Versicherungs-Anstalt ein Kontorhaus, direkt neben dem Nicolaihaus in der Brüderstraße. Zu DDR-Zeiten diente es der Staatlichen Versicherung. Der viergeschossige Baukörper ist mit einer siebenachsigen werksteinverkleideten Fassade gestaltet, deren mittlere Achse durch einen geschwungenen Giebel betont wurde. Das Dekor ist barockisierend mit Anklängen an den Jugendstil. Nach 1990 kaufte der Freistaat Sachsen das Gebäude und ließ es zu seiner Landesvertretung umbauen.[23][24][25]
- 1905: Für den Sanitätsrat Johannes Hofmeier führte das Architekturbüro Reimer & Körte eine Villa im damals gewünschten Stilmix zwischen Neorenaissance und Neobarock aus. Türmchen, Giebel, Putzreliefs sowie Vor- und Rücksprünge gliedern die Fassade. Eine großzügige Raumaufteilung mit insgesamt 20 Zimmern und einem zentralen Flur mit Lichtschacht und Oberlicht boten hohen Wohnkomfort. Das gesamt Haus wird durch einen achteckigen Turm betont und von einem Walmdach mit verschieden gestalteten Gauben bedeckt. Dieses Privathaus war eines der ersten in der 1901 gegründeten Villenkolonie Nikolassee und diente nachfolgenden Bauten als Orientierung.[26][27]
- 1906: Errichtung des Waldhauses Villa Möllering durch Reimer & Körte bei Lüneburg. Die im Heimatschutzstil errichtete Villa spielte in den letzten Kriegstagen als britisches Hauptquartier eine Rolle. Der letzte Reichspräsidenten Karl Dönitz, der seinen Sitz in Flensburg-Mürwik hatte, sandte Anfang Mai 1945 dorthin eine Delegation, um über eine Teilkapitulation zu verhandeln.
- 1906–1908: Das erfolgreiche Architektenduo baute für die Berliner Städtischen Gaswerke ein „Centralmagazin“ am Stralauer Platz (damalige Nummerierung 29–34 / An der Schillingbrücke). Das viergeschossige Backsteingebäude auf dem Gelände der 1847 gegründeten ersten städtischen Gasanstalt Berlins diente der Lagerung gastechnischen Bau- und Reparaturmaterials und enthielt auch Werkstätten. Der Bau ist einer der ersten mit einer inneren Tragkonstruktion (Decken, Stützen und Unterzüge) aus Stahlbeton, was großflächige Lagermöglichkeiten schuf. Als Baukörperschmuck kamen Motive des Neobarock wie Schweifgiebel und Rundbogenfenster zur Anwendung.[28][29]

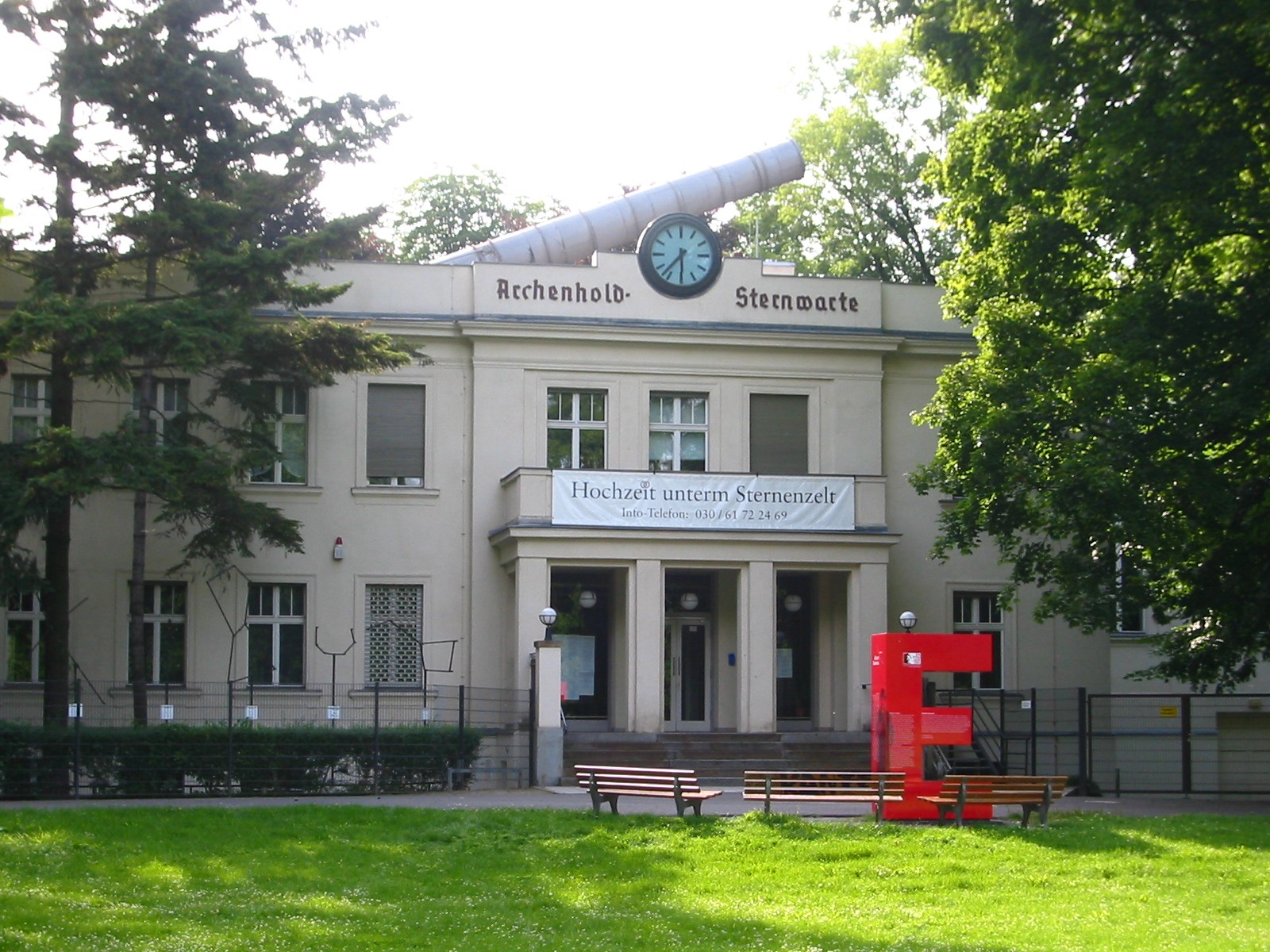
Hauptgebäude der Archenholdsternwarte

- Die Hauptgebäude der von 1908 bis 1909 in der damaligen Landgemeinde Treptow errichteten „Volkssternwarte“ (später Archenhold-Sternwarte) wurden von Reimer & Körte realisiert. Sie ersetzten die frühere leichte Holz-Einhausung des für die Berliner Gewerbeausstellung 1896 hergestellte Riesenfernrohr durch ein U-förmiges festes Gebäude in Formen des Neoklassizismus. Die Finanzierung der Bauten erfolgte durch die vom Direktor der Sternwarte organisierten Spenden von Gewerkschaftsmitgliedern. Kampfhandlungen am Ende des Zweiten Weltkriegs beschädigten den Bau, der aber bis 1946 repariert und in vereinfachten äußeren Formen wieder eröffnet werden konnte. Das Gebäude beherbergt Vortrags-, Bibliotheks- und Ausstellungsräume und bildet zusammen mit dem umgebenden Garten ein Denkmalensemble.[30][31]
- Die Jüdische Gemeinde ließ von 1910 bis 1914 den preisgekrönten Entwurf von Reimer und Körte für ein Krankenhaus umsetzen. Auf einem Gelände (Exerzierstraße [heutige Iranische Straße] / [heutige] Heinz-Galinski-Straße 1) im damaligen Berliner Vorort Gesundbrunnen entstand ein drittes eigenes Krankenhaus in einem einzigen Hauptbau im Stil der Moderne, das eine frühere Einrichtung in der Spandauer Vorstadt ersetzte. Der Gebäudekomplex mit einem H förmigen Grundriss ist sparsam gegliedert und mit Sandsteinelementen und Putzflächen schlicht gestaltet. Ein Davidstern in den Brüstungsfeldern verweist auf den Bauherrn und die Bestimmung des Krankenhauses. Das Erdgeschoss beherbergte eine Poliklinik, in den oberen Geschossen befanden sich Verwaltungsräume und Wohnungen für Ärzte sowie ein Betsaal. In der Zeit des Nationalsozialismus wurden die Krankensäle als Sammelstätte für die Deportation der jüdischen Bevölkerung in Vernichtungslager benutzt, die Verwaltungsräume waren Sitz der letzten verbliebenen Einrichtungen jüdischen Lebens, darunter die Reichsvereinigung der Juden in Deutschland. Am Ende des Zweiten Weltkrieges wurden die auf dem Gelände vorhanden gewesenen Wirtschaftsgebäude, der Infektionspavillon, die Gynäkologische Abteilung und das Schwesternheim zerstört. Im Zeitraum 1968 bis 1983 erfolgten Rekonstruktions- und Wiederaufbaumaßnahmen. Die erhaltenen Gebäude erhielten über einer Dämmwand eine Keramikverblendung, womit die Fassadenschmuckelemente nicht mehr sichtbar sind.[32][33]

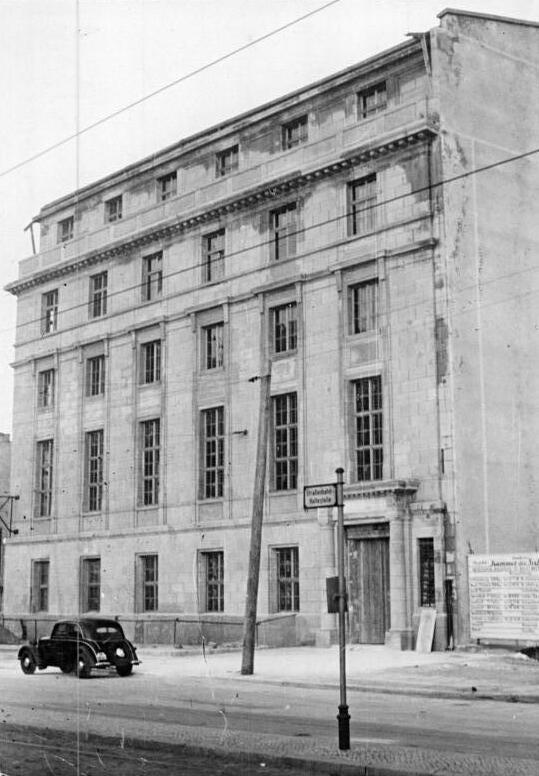
Eh. VDI-Vereinshaus, 1951. Bis 1990 KdT, nun Bestandteil des Jakob-Kaiser-Hauses

- 1911–1914: Neubau des 2. VDI-Hauses